# 남사저수지
남사저수지는 경상북도 경주시 현곡면 남사리에 위치한 대한민국의 저수지이다. 형산강의 지류인 소현천의 발원지이다. 시설 관리자는 경주시장, 한국농어촌공사이다.

## 같이 보기
- 용담로 (지방도 제904호선)
- 현곡면